# Walther (Künstlerfamilie)
Die Familie Walther war eine Künstlerfamilie, die im 16. und 17. Jahrhundert in Sachsen tätig war, vor allem als Bildhauer und Architekten.

## Mitglieder der Familie (in chronologischer Reihenfolge)
- Hans Walther I (1464–1511), Steinmetz, später Bildhauer. Vater von Christoph Walther I. Wurde 1484 in die Steinmetzinnung aufgenommen. Begab sich um 1497 auf Wanderschaft nach Sachsen, Bayern und Österreich. Werke:Figur des Christopherus am Portal der Kirche Neurode (Schlesien).
- Christoph Walther I (1493–1546)
- Andreas Walther I (um 1506–1568)
- Hans Walther II (1526–1586)
- Christoph Walther II (1534–1584)
- Christoph Walther III (1550–1592)
- Andreas Walther II (um 1530–ca. 1583)
- Andreas Walther III (um 1555–1596)
- Christoph Walther IV (1572–1626)
- Michael Walther (1574–1624)
- Sebastian Walther (1576–1645)
- Christoph Abraham Walther (um 1625–1680)

Weitere Familienangehörige:
- Melchior Jobst († ca. 1594), Bildhauer; Schwiegersohn von Christoph Walther II
- Hans Stilling (ca. 1575–1632), Bildschnitzer; Schwiegersohn von Christoph Walther III
- Zacharias Hegewald (1596–1639), Bildhauer; Schwiegersohn von Sebastian Walther
- Wolf Ernst Brohn (ca. 1600–1664), Bildhauer; Enkelsohn von Melchior Jobst, Urenkel von Christoph Walther II
- Hans Georg Kretzschmar (1612–1653), Bildhauer; Schwiegersohn von Sebastian Walther